# 黒板伸夫
黒板 伸夫（くろいた のぶお、1923年（大正12年）4月5日 - 2015年（平成27年）5月11日）は、日本の歴史学者。専門は日本古代史。妻は作家の永井路子。歴史学者の黒板勝美は伯父。

## 略歴
1923年（大正12年）、東京府生まれ。東京大学文学部国史学科卒業。同大学大学院（旧制）修了。平安博物館嘱託、同博物館講師、吉川弘文館編集長を経て、清泉女子大学教授・醍醐寺霊宝館長。
2015年5月11日、肺炎のため死去。92歳没。
2016年、第27回大衆文学研究賞・大衆文学部門を、黒板伸夫・永井路子編「黒板勝美の思い出と私たちの歴史探究」（吉川弘文館）が受賞した。

## 家族
- 父・黒板伝作 (1876年生) ‐ 大村藩士・黒板要平の二男。大村湾真珠、月島機械、黒板工業所各社長、日本鋳鋼代表取締役、日華同興取締役。[3]
- 母・さき (1885年生) ‐ 伝作の後妻。鳥取県西伯郡大和村(現・米子市)出身。実家は代々庄屋。[4]
- 異母兄・黒板駿策(1906年生) ‐ 月島機械6代目社長。早稲田大学法学部卒。
- 妻・永井路子
- 父方伯父・黒板勝美
- 母方伯父・井上皎 (1872年生) ‐ 大和村村長、第25代鳥取県議会議長、奨恵銀行取締役。[5][6]
- 母方伯父・井上定次郎  (1875年生) ‐ 鉄業銀行取締役兼支配人[7]
- 父方いとこ・今里広記 ‐ 父の妹の子[8]
- 遠縁・渡辺幽香 ‐ 母さきの兄嫁の母[9]
- 遠縁・五姓田義松 ‐ 渡辺幽香の兄

## 著書
- 『摂関時代史論集』吉川弘文館、1980年
- 『藤原行成』吉川弘文館、1994年（人物叢書）
- 『平安王朝の宮廷社会』吉川弘文館、1995年
- 史料校訂『新訂増補史籍集覧別巻1 除目大成抄』臨川書店、1973年
- 史料註釈『日本後紀』、集英社、2003年 （訳注日本史料）
- 史料註釈『小右記註釈 長元四年』八木書店、2008年

## 編著
- 黒板伸夫・永井路子編『黒板勝美の思い出と私たちの歴史探究』吉川弘文館、2015年